# Kilométrage

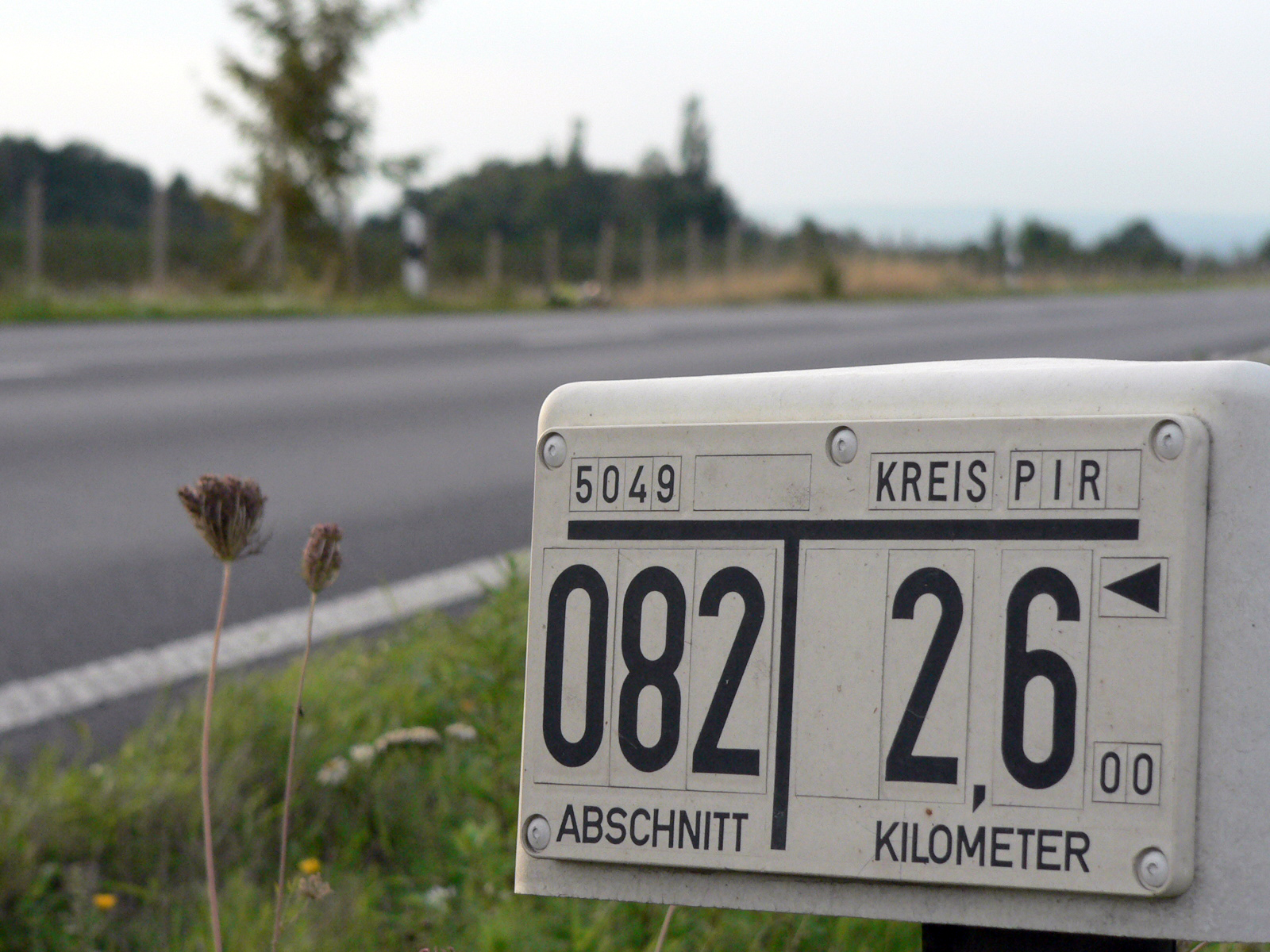
Borne kilométrique en Allemagne

Un kilométrage est une distance, exprimée en kilomètres, utilisée dans divers contextes, généralement quand il est nécessaire d'exprimer un cumul de longueur d'itinéraires successivement parcourus ou à parcourir, par une personne (sportif), un groupe ou un véhicule. Il peut être indiqué sur les panneaux de signalisation. Il ne tient pas compte de la difficulté du déplacement et peut être complété par des précisions telles que le dénivelé ou un temps de parcours moyen.

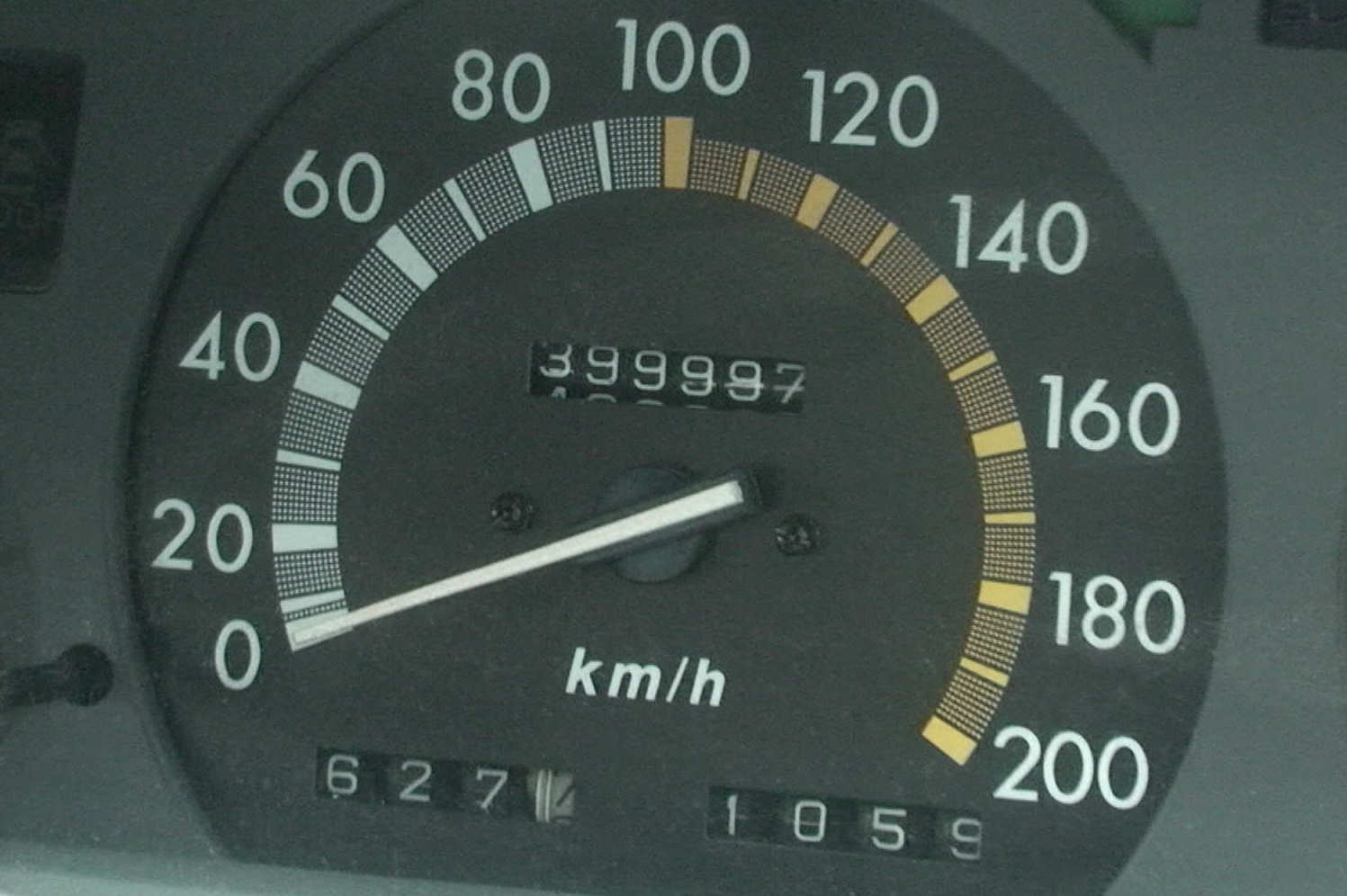
Compteur kilométrique sur une Toyota

Le kilométrage étant utilisé comme indice de l'usure d'un véhicule, lors des reventes, leurs constructeurs prévoient son enregistrement permanent par un odomètre — aussi appelé compteur kilométrique — depuis le jour de son achat : il est affiché dans le tableau de bord, Son conducteur se base sur les chiffres pour effectuer, conformément aux recommandations, les opérations d'entretien requises, telle qu'une vidange de l'huile.
Il existe aussi des comme par les compteurs de bicyclette[pas clair]. 
Le kilométrage est également fourni par les montres de sport et les assistants de navigation personnel, cumulé ou après remise à zéro.
Une alternative au kilométrage, dans certains contextes, consiste à exprimer la totalité du parcours en unités de temps, comme en heures de vol.